# Simon Magakwe
Simon Petrus Magakwe (* 14. Mai 1986/25. Mai 1985 in Itsoseng, Bophuthatswana) ist ein gesperrter südafrikanischer Leichtathlet. Der dreifache Afrikameister unterbot 2014 als erster Südafrikaner die 10-Sekunden-Marke im 100-Meter-Lauf und wurde im selben Jahr wegen Verstoßes gegen die Anti-Doping-Bestimmungen gesperrt.

## Sportliche Laufbahn
Magakwe wuchs in ärmlichen Verhältnissen in Carletonville in der Nähe von Johannesburg auf, wo er als Fotograf für das Department of Home Affairs arbeitete. Die angestrebte Karriere als Fußballer gab er 2008 wegen anhaltender Verletzungsprobleme auf und wendete sich der Leichtathletik zu. Trainerin Annatjie Smit erkannte früh sein Talent, das er nur kurze Zeit später als überraschender Sieger der südafrikanischen Meisterschaften 2009 im 100-Meter-Lauf unter Beweis stellte. Daraufhin wurde er für die Teilnahme an den Weltmeisterschaften in Berlin nominiert, wo er allerdings in der Viertelfinalrunde ausschied.
Bei den Afrikameisterschaften 2010 in Nairobi wurde Magakwe sowohl über 100 als auch über 200 Meter jeweils Dritter. In der 4-mal-100-Meter-Staffel feierte er zusammen mit Hannes Dreyer, Lehann Fourie und Thuso Mpuang der Titelgewinn. Auch bei der Universiade 2011 in Shenzhen siegte er in der Staffel. Dagegen kam er bei den Weltmeisterschaften in Daegu im 100-Meter-Lauf nicht über die Vorläufe hinaus.
2012 stellte Magakwe mit 10,06 Sekunden den südafrikanischen Rekord von Johan Rossouw ein. Trotzdem wurde er vom nationalen Leichtathletikverband nicht für die Olympischen Spiele in London nominiert, weil er die Qualifikationsnorm nicht wie gefordert zweimal erfüllt hatte. Bei den Afrikameisterschaften in Porto Novo gelang ihm zusammen mit Hannes Dreyer, Roscoe Engel und Thuso Mpuang die erfolgreiche Titelverteidigung in der Staffel. Außerdem gewann er über 100 Meter die Goldmedaille. Die Leichtathletik-Weltmeisterschaften 2013 verpasste er verletzungsbedingt.
Am 12. April 2014 unterbot Magakwe in Pretoria mit einer Zeit von 9,98 Sekunden als erster Südafrikaner die 10-Sekunden-Marke im 100-Meter-Lauf.
Bei den südafrikanischen Leichtathletik-Meisterschaften 2019 errang Magakwe mit einer Zeit von 10,05 s die Goldmedaille über 100 m.

### Dopingsperren
Da sich Magakwe am 22. Dezember 2014 einer Dopingkontrolle im Training entzog, wurde er im April 2015 für zwei Jahre gesperrt.
Am 20. Februar 2021 wurde er positiv auf RAD140, einem Selektiven Androgenrezeptor-Modulatoren (SARMS), getestet und von der Unabhängigen Integritätskommission (AIU) des Leichtathletikweltverbandes World Athletics für sieben Jahre bis 20. Februar 2028 gesperrt.

## Bestleistungen
- 100 m: 9,98 s (+1,4 m/s), 12. April 2014, Pretoria
- 200 m: 20,23 s (+1,5 m/s), 17. April 2010, Potchefstroom